# Senaki
Senaki é uma cidade localizada na região de Mingrélia-Alta Suanécia, Geórgia.

## Cidades-irmãs
- Rakvere, Estônia
- Bila Tserkva, Ucrânia
- Gudauta, Geórgia